# Pangršica
Pangršica je naselje v Mestni občini Kranj. Ob gozdu na koncu vasi stoji lovski dom.